# Solaris (roman)
Solaris je znanstvenofantastični roman poljskega pisatelja Stanisława Lema, ki je prvič izšel leta 1961 pri založniku MON iz Varšave. Gre za eno na Zahodu najbolj znanih Lemovih del, predvsem na račun prevoda prek francoščine v angleščino, ki je izšel leta 1970. V njem se avtor ukvarja z vprašanjem, ali bo človek kdaj sposoben navezati stik z zares tujo obliko inteligentnega bitja in preseči antropocentrizem v odnosu do Vesolja, ki je očitno neločljiv del naše psihe.
Po romanu je nastalo več filmov, predvsem Solaris ruskega režiserja Andreja Tarkovskega iz leta 1972 velja za mostrovino znanstvenofantastičnega filma, četudi izpostavlja predvsem čustveno plat in filozofski motivi niso v ospredju. Sam Lem pa je v intervjuju izjavil, da gre predvsem za miselni preskus v obliki zgodbe, torej je čustvena plat zgolj pripovedniški element.

## Vsebina
Zgodba spremlja psihologa Chrisa Kelvina, ki pride na oddaljen planet Solaris preučevat fenomen, podoben oceanu, ki prekriva celotno površino, a za katerega se izkaže, da je orjaško in na nek način inteligentno nezemeljsko bitje. To se izmika vsakemu poskusu racionalne analize, tako da se solaristika (veda o Solarisu) v nekaj desetletjih sprevrže v brezplodno katalogiziranje pojavov na površju in nizanje vedno bolj ciničnih hipotez o njegovem obstoju. Tik pred Kelvinovim prihodom se začnejo raziskovalcem na vesoljski postaji nad Solarisom prikazovati »gostje«, podobe ljudi, ki predstavljajo zatrte frustracije iz njihove preteklosti. To jih pahne v krizo in ko prispe Kelvin, je postaja zanemarjena, eden od njih pa je že bil storil samomor. Kelvinova gostja je Harey, njegova nekdanja žena, ki je storila samomor, ko jo je pred leti zapustil. Skupaj ugotovijo, da gre za pojave iz nevtrinov, ki jih manipulira neznana sila, domnevno Solaris sam na podlagi informacij iz njihovih podzavesti. Gostje sčasoma postajajo vedno kompleksnejši in Harey začne izražati celo znake samozavedanja ter se na koncu odloči za samouničenje (drug član odprave, Sartorius, izumi orožje, ki goste uniči), da bi odrešila Kelvina tega grotesknega odnosa, saj se je on kljub vsemu navezal nanjo.
Roman do konca ne razjasni, kakšna je narava stika, ki so ga vzpostavili oz. ali je šlo sploh za pravo komunikacijo ali zgolj za Solarisovo eksperimentiranje z njimi.